# عملية ناحل عوز
عملية ناحل عوز عملية اقتحام عسكرية خلف خطوط العدو والهجوم على برج عسكري محصن تابع لكتيبة كيبوتس «ناحال عوز» شرق حي الشجاعية، نفذتها كتائب الشهيد عز الدين القسام -الجناح العسكري لحركة المقاومة الإسلامية (حماس)- أثناء معركة العصف المأكول صباح يوم الاثنين 28 يوليو 2014 .

## الهجوم والعودة
تسللت عناصر نخبة من كتائب القسام عبر نفق إلى قوة متمركزة في منطقة ناحل عوز الإسرائيلية وتمكنت من قتل جنود وجرح أخرين وخطف سلاح أحد الجنود والعودة بسلام وقد تم تصوير فيديو للهجوم وكذلك لسلاح الذي أغتنم.

## تصوير الفيديو
كان لعرض حركة حماس على فضائية الاقصى ونقلتها الكثير من القنوات الاخبارية مثل الجزيرة والجزيرة مباشر الاثر البالغ في الحرب النفسية وخاصة أن عرضه كان بعد كلمة القائد محمد الضيف التي انتظرها الجميع، فكانت نسبة المشاهدة عالية جداً.
فقد عرضت كتائب عز الدين القسام الذراع العسكري لحركة المقاومة الإسلامية «حماس»، مساء الثلاثاء 29 يوليو 2014، فيديو لعملية الإنزال لعناصرها إلى موقع «ناحل عوز» العسكري لجيش الاحتلال الإسرائيلي شرق مدينة غزة.
وأظهر شريط الفيديو عناصر نخبة القسام وهي تقتحم الموقع العسكري وتجهز على عدد من جنود الاحتلال بعد اشتباك من نقطة صفر ثم يعود العناصر من نفس النفق الذي تسللوا منه.
وتم عرض البندقية التي غنمها المقاومون خلال هذه العملية الفدائية التي أكدت الكتائب أنها قتلت فيها عشرة جنود إسرائيليين.

### الإعلان
وأعلنت كتائب القسام قبل عرض الفيديو بيوم أن تسعة من عناصر قوات النخبة لديها نفذت عملية إنزال خلف خطوط الاحتلال شرق حي الشجاعية وقتلت 10 من جنود الاحتلال بعد أن هاجموا برجا عسكرياً محصناً ضخماً تابعاً لكتيبة «ناحل عوز».
وقالت القسام إن عناصرها أجهزوا على جميع من في الموقع، كما حاولوا أسر أحد الجنود ولكن ظروف الميدان لم تسمح بذلك، وتمكنوا من اغتنام قطعة سلاح من نوع Tavor قصير وتحمل الرقم (438522900X95)، وعاد جميع العناصر إلى قواعدهم.
وأكدت الكتائب أن هذه العملية البطولية الجريئة جاءت رداً على العدوان ومجازر الاحتلال، مؤكدة للاحتلال أنها لا زالت بفضل الله بكامل قوتها وعنفوانها، وإن لم يكن قد اكتفى بما تلقاه من ضرباتٍ فإن مجاهديها لا زال لديهم الكثير.

## وصلات خارجية
- تقرير قناة CNN عن العملية Hamas films deadly tunnel attack على يوتيوب
- تقرير رويترز عن العملية Hamas airs video of cross-border tunnel raid on Israeli army على يوتيوب
- تقرير قناة الجزيرة - مفاجآت عسكرية نوعية لكتائب القسام على يوتيوب
- خطاب محمد ضيف قائد القسام + فيديو لعملية إنزال وقتل لجنود إسرائيليين على يوتيوب - الجزيرة مباشر مصر
- تقرير - الكشف عن تفاصيل جديدة للعملية البطولية في ناحل عوز على يوتيوب - قناة الأقصى الفضائية
- فيديو يوتيب للهجوم

## مصدر
شاهد:«القسام» تعرض فيديو عملية إنزال «ناحل عوز» - صحيفة فلسطين